# Jarosław Żerebuch
Jarosław Żerebuch, ukr. Ярослав Жеребух (ur. 14 lipca 1993 we Lwowie) – amerykański szachista ukraińskiego pochodzenia, arcymistrz od 2009 roku.

## Kariera szachowa
Pierwsze sukcesy szachowe zaczął odnosić w 2005 roku. Jest trzykrotnym mistrzem Ukrainy juniorów w różnych kategoriach wiekowych (2005 – do 12 lat, 2006 i 2007 – do 14 lat). W 2006 reprezentował narodowe barwy na szachowej olimpiadzie juniorów (do 16 lat), zdobywając dwa medale: złoty (wraz z drużyną) oraz brązowy (za indywidualny wynik na IV szachownicy) oraz uczestniczył w rozegranych w Hercegu Novim mistrzostwach Europy juniorów do lat 14, gdzie zajął IV miejsce.
Wszystkie trzy arcymistrzowskie normy wypełnił pomiędzy lutym a sierpniem 2008 w Moskwie, Woroneżu oraz Mukaczewie (II m. za Darmenem Sadwakasowem), tytuł otrzymując 1 stycznia 2009 po spełnieniu warunku rankingowego. Do innych jego indywidualnych sukcesów należą:
- dz. II m. w Charkowie (2007, za Sananem Sjugirowem, wspólnie z Piotrem Korobkowem),
- dz. I m. w Odessie (2008, memoriał Jefima Gellera, wspólnie z m.in. Jurijem Drozdowskim, Eduardem Andriejewem(inne języki) i Igorem Smirnowem),
- dz. II m. w Chmielnickim(2008, za Nazarem Firmanem(inne języki), wspólnie z Illą Nyżnykiem i Wjaczesławem Zacharcowem),
- I m. we Lwowie (2008),
- dz. I m. w Kiriszy (2008, turniej World Youth Stars, wspólnie z Aleksandrem Szymanowem),
- I m. w Budapeszcie (2009, turniej First Saturday GM August),
- I m. w Cappelle-la-Grande (2010),
- I m. w Kiriszi (2010, turniej World Youth Stars),
- I m. w Moskwie (2012).

Najwyższy ranking w dotychczasowej karierze osiągnął 1 czerwca 2017, z wynikiem 2642 punktów.
W 2015 Jarosław Żerebuch zmienił federację z Ukrainy na Stany Zjednoczone. W 2017 po raz pierwszy wystąpił w Mistrzostwach Stanów Zjednoczonych w szachach.